# Gai Cani
Gai Cani (en llatí Caius Canius) era un cavaller romà que va defensar a Publi Rutili Ruf quan aquest va ser acusat per Marc Emili Escaure l'any 107 aC.
Ciceró en parla, i relata una divertida anècdota de com Cani va ser enxampat per un banquer de nom Pytius a Siracusa quan va comprar una propietat.